# Volkan Dikmen
Volkan Dikmen (* 14. Oktober 1991 in Berlin) ist ein deutsch-türkischer Fußballspieler.

## Karriere

### Verein
Dikmen kam als Sohn von türkischen Gastarbeiten in Berlin auf die Welt und begann hier in der Jugendabteilung des SV Nord Wedding 1893 mit dem Vereinsfußball. Hier wurde er von den Talentscouts von Hertha BSC gesichtet und wechselte im Sommer 2005 in die Jugendabteilung der Hertha.
Für die Rückrunde der Spielzeit Saison 2009/10 lag Dikmen vom türkischen Erstligisten Kayserispor ein Angebot vor, dass er annahm und in die türkische Süper Lig wechselte. Hier kam er in einem Jahr zu lediglich zwei Erstligaeinsätzen und spielte eher für die Reservemannschaft.
In der Wintertransferperiode 2010/11 wechselte Dikmen innerhalb der Liga zum Aufsteiger Kardemir Karabükspor. Der Wechsel zu Karabükspor kam im Nachhinein doch nicht zustande. So entschied sich Dikmen dafür seine Karriere in Deutschland fortzusetzen. Nach seiner Rückkehr aus der Türkei heuerte er beim Berliner Klub Türkiyemspor an und spielte hier eineinhalb Jahre lang. Zum Frühjahr 2012 verließ er Türkiyemspor, Zum Frühjahr 2012 verließ er Türkiyemspor, nachdem gegen den Verein ein Insolvenzverfahren eröffnet wurde. Er wechselte in die vierte türkische Spielklasse zu Sancaktepe Belediyespor.
Nach einem Jahr für Sancaktepe Belediyespor heuerte Dikmen im Frühjahr 2013 beim Zweitligisten TKİ Tavşanlı Linyitspor an.

### Nationalmannschaft
Dikmen spielte etliche Male für die türkische U-17-, die U-18- und die U-19-Jugendnationalmannschaft. Mit der U-17 nahm er an der U-17-Fußball-Europameisterschaft 2008 und kam mit seinem Team bis ins Halbfinale.